# Poiana Lacului
Poiana Lacului is een Roemeense gemeente in het district Argeș.
Poiana Lacului telt 6819 inwoners.